# أركانجلسكويي (باشكورتوستان)
أركانجلسكويي (بالروسية: Архангельское) (بالباشقيرية: Архангел)‏  هي بلدة في جمهورية باشكورتوستان في روسيا.

## تعداد السكان
| تعداد السكان |      |      |
| 2002         | 2009 | 2010 |
| 198          | ↘174 | ↘145 |

وفقا لتعداد عام 2002 ، فإن الجنسية الغالبة هي الروس (62 ٪) .